# Ав'єрно
Ав'єрно́ (фр. Aviernoz) — колишній муніципалітет у Франції, у регіоні Овернь-Рона-Альпи, департамент Верхня Савоя. Населення — 779 осіб (2011).
Муніципалітет був розташований на відстані близько 440 км на південний схід від Парижа, 110 км на схід від Ліона, 10 км на північний схід від Ансі.

## Історія
До 2015 року муніципалітет перебував у складі регіону Рона-Альпи. Від 1 січня 2016 року належав до нового об'єднаного регіону Овернь-Рона-Альпи.
1 січня 2017 року Ав'єрно, Евір, Лез-Ольєр, Сен-Мартен-Бельвю i Торан-Гльєр було об'єднано в новий муніципалітет Фійєр.

## Демографія
Динаміка населення (INSEE ):
Розподіл населення за віком та статтю (2006):
| Стать | Всього | До 15 років | 15-24 | 25-44 | 45-64 | 65-85 | Понад 85 |
| --- | ------ | ----------- | ----- | ----- | ----- | ----- | -------- |
| Чоловіки | 400    | 106         | 38    | 141   | 85    | 30    | 0        |
| Жінки | 377    | 120         | 4     | 128   | 94    | 31    | 0        |
| \| Статево-вікова піраміда \| Статево-вікова піраміда \| Статево-вікова піраміда \| \| ----------------------- \| ----------------------- \| ----------------------- \| \| Чоловіки \| Вік \| Жінки \| \| 0 \| 85 + \| 0 \| \| 0 \| 80-84 \| 9 \| \| 13 \| 75-79 \| 9 \| \| 13 \| 70-74 \| 13 \| \| 4 \| 65-69 \| 0 \| \| 17 \| 60-64 \| 17 \| \| 17 \| 55-59 \| 26 \| \| 17 \| 50-54 \| 21 \| \| 34 \| 45-49 \| 30 \| \| 43 \| 40-44 \| 43 \| \| 47 \| 35-39 \| 47 \| \| 38 \| 30-34 \| 34 \| \| 13 \| 25-29 \| 4 \| \| 4 \| 20-24 \| 0 \| \| 34 \| 15-20 \| 4 \| \| 30 \| 10-14 \| 51 \| \| 55 \| 5-9 \| 43 \| \| 21 \| 0-4 \| 26 \| |        |             |       |       |       |       |          |
| Статево-вікова піраміда |        |             |       |       |       |       |          |
| Чоловіки | Вік    | Жінки       |       |       |       |       |          |
| 0 | 85 +   | 0           |       |       |       |       |          |
| 0 | 80-84  | 9           |       |       |       |       |          |
| 13 | 75-79  | 9           |       |       |       |       |          |
| 13 | 70-74  | 13          |       |       |       |       |          |
| 4 | 65-69  | 0           |       |       |       |       |          |
| 17 | 60-64  | 17          |       |       |       |       |          |
| 17 | 55-59  | 26          |       |       |       |       |          |
| 17 | 50-54  | 21          |       |       |       |       |          |
| 34 | 45-49  | 30          |       |       |       |       |          |
| 43 | 40-44  | 43          |       |       |       |       |          |
| 47 | 35-39  | 47          |       |       |       |       |          |
| 38 | 30-34  | 34          |       |       |       |       |          |
| 13 | 25-29  | 4           |       |       |       |       |          |
| 4 | 20-24  | 0           |       |       |       |       |          |
| 34 | 15-20  | 4           |       |       |       |       |          |
| 30 | 10-14  | 51          |       |       |       |       |          |
| 55 | 5-9    | 43          |       |       |       |       |          |
| 21 | 0-4    | 26          |       |       |       |       |          |

## Економіка
2010 року серед 507 осіб працездатного віку (15—64 років) 387 були активними, 120 — неактивними (показник активності 76,3%, у 1999 році було 75,1%). З 387 активних мешканців працювало 387 осіб (194 чоловіки та 193 жінки), безробітними було 0 (0 чоловіків та 0 жінок). Серед 120 неактивних 44 особи були учнями чи студентами, 35 — пенсіонерами, 41 була неактивною з інших причин.

У 2010 році в муніципалітеті числилось 276 оподаткованих домогосподарств, у яких проживали 773,5 особи, медіана доходів виносила 22 676 євро на одного особоспоживача